# Delosperma congestum
Espèce
Delosperma congestum est une espèce végétale de la famille des Aizoaceae. Cette plante plantes succulentes d'Afrique du Sud, haute de 3 à 5 cm, forme un tapis au feuillage persistant en hiver. Rupicole, elle couvre le haut de muret, pousse entre les dalles ou dans les recoins des escaliers en pierre.